# Kimber Manufacturing
Kimber Manufacturing ist ein US-amerikanischer Waffenhersteller mit Sitz in Yonkers, New York.
Kimber produziert vor allem Pistolen, Jagdbüchsen und -flinten. Die Firma ist der weltgrößte Hersteller im Bereich der M1911-Pistolen.
Die Sportschützennationalmannschaft der Vereinigten Staaten, Spezialeinheiten der Marines, sowie das Spezialeinsatzkommando der Polizei von Los Angeles benutzen Pistolen von Kimber.

## Produkte
Kimber Manufacturing fertigt u. a. die Kimber Custom II oder auch Custom TLE II (TLE = Tactical Law Enforcement). Sie ist ein modifizierter Nachbau des Colt M1911 von Springfield-Armory, welche mit einer Nachtvisierung ausgestattet ist.
Eine Spezialauflage der TLE II, genannt L.A.P.D. S.W.A.T. Custom 2, wird für das Los-Angeles-SWAT hergestellt.
Daten
- Kaliber: Je nach Modell
- Gewicht: ca. 1080 g (ohne Magazin)
- Magazin: Je nach Modell